# Metamphiascopsis banyulensis
Metamphiascopsis banyulensis är en kräftdjursart. Metamphiascopsis banyulensis ingår i släktet Metamphiascopsis och familjen Diosaccidae. Inga underarter finns listade i Catalogue of Life.